# Fortnite
Fortnite (tudi Fortnite: Save the World) je sodelovalna preživetvena videoigra, razvita pri Epic Games in People Can Fly. Plačljiva demonstracijska različica je izšla 26. Septembra 2017 za Microsoft Windows, macOS, PlayStation 4 in Xbox One, uradno pa naj bi izšla leta 2018.
Dogajanje v Fortnitu je postavljeno na Zemljo, kjer nenaden pojav nevihte povzroči izginotje 98 % prebivalcev, hkrati se pojavijo zombijem podobna bitja in pričnejo napadati preživele. Do štirje igralci sodelujejo v različnih nalogah, kjer na naključno generiranem odprtem ozemlju zbirajo zaloge, gradijo fortifikacije okrog varovanih objektov in sestavljajo orožja ter pasti, da bi jim pomagale preživeti napade valov sovražnikov, ki poskušajo uničiti omenjene objekte. Z uspešno opravljenimi misijami igralci dobivajo nagrade, s katerimi nadgrajujejo svoje like, podporno osebje in orožja, to pa jim omogoča opravljanje zahtevnejših misij. Končna različica bo na voljo za brezplačno igranje, imela pa bo sistem mikrotransakcij za kupovanje nadgradenj.
Samostojna razširitev Fortnite Battle Royale je zasnovana na žanru battle royale. V njem se 100 igralcev posamično ali v skupinah bori za preživetje tako, da ubijajo ostale igralce ali se jim izogibajo.